# Nyctibora borellii
Nyctibora borellii är en kackerlacksart som beskrevs av Giglio-Tos 1897. Nyctibora borellii ingår i släktet Nyctibora och familjen småkackerlackor.
Artens utbredningsområde är Bolivia. Inga underarter finns listade i Catalogue of Life.